# Glenway Wescott
Glenway Wescott (Wisconsin, Estados Unidos, 11 de abril de 1901 - Nueva Jersey, 22 de febrero de 1987) fue un poeta, ensayista y novelista estadounidense.
Autor de las novelas La manzana del ojo (1924), Las abuelas (1927), El halcón peregrino (1940) y Apartamento en Atenas (1945), así como de la colección de ensayos Imágenes de la verdad (1962).